# Sune Adolfsson
Sune Roland Adolfsson (ur. 11 marca 1950 w Höljes) – szwedzki biathlonista. W 1973 roku wystąpił na mistrzostwach świata w Lake Placid, gdzie zajął 27. miejsce w biegu indywidualnym i szóste miejsce w sztafecie. Najlepsze wyniki osiągnął na rozgrywanych rok później mistrzostwach świata w Mińsku, gdzie był ósmy w sprincie i piąty w sztafecie. Był też między innymi siódmy w sztafecie podczas mistrzostw świata w Anterselvie w 1975 roku. Brał również udział w igrzyskach olimpijskich w Innsbrucku w 1976 roku, plasując się na ósmej pozycji w biegu indywidualnym i sztafecie. W 1971 roku zdobył brązowy medal w sztafecie podczas MŚJ w Hämeenlinna. Nigdy nie startował w zawodach Pucharu Świata.
Jego brat, Ronnie Adolfsson, także był biathlonistą.

## Osiągnięcia

### Igrzyska olimpijskie
| Rok  | Miejscowość | Konkurencje | Konkurencje | Konkurencje | Konkurencje | Konkurencje | Konkurencje | Konkurencje |
| Rok  | Miejscowość | IN          | SP          | PU          | MS          | RL          | MR          | SR          |
| ---- | ----------- | ----------- | ----------- | ----------- | ----------- | ----------- | ----------- | ----------- |
| 1976 | Innsbruck   | 8.          | nd.         | nd.         | nd.         | 8.          | nd.         | –           |

### Mistrzostwa świata
| Rok  | Miejscowość | Konkurencje | Konkurencje | Konkurencje | Konkurencje | Konkurencje | Konkurencje | Konkurencje |
| Rok  | Miejscowość | IN          | SP          | PU          | MS          | RL          | MR          | SR          |
| ---- | ----------- | ----------- | ----------- | ----------- | ----------- | ----------- | ----------- | ----------- |
| 1973 | Lake Placid | 27.         | –           | nd.         | nd.         | 6.          | nd.         | –           |
| 1974 | Mińsk       | 32.         | 8.          | nd.         | nd.         | 5.          | nd.         | –           |
| 1975 | Anterselva  | 22.         | 8.          | nd.         | nd.         | 7.          | nd.         | –           |
| 1976 | Anterselva  | nd.         | 26.         | nd.         | nd.         | nd.         | nd.         | –           |